# Bogdan Misiak
Bogdan Misiak (ur. 22 stycznia 1936, zm. 1 lipca 1974) – bokser, reprezentant Polski (6 występów – 3 zwycięstwa, 3 porażki).
Jako zawodnik Włókniarza Pabianice zdobył brąz Mistrzostw Polski 1958 w wadze średniej.
Dla Stali Stalowa Wola wywalczył dwa medale srebrne – w roku 1960 w kategorii półśredniej i rok później w lekkośredniej oraz brąz w 1962 w wadze lekkośredniej.
W barwach Gwardii Łódź Mistrz Polski z roku 1963 w kategorii półśredniej i dwukrotny srebrny medalista w lekkośredniej (1964 i 1966).